# ダークセクター
『ダークセクター』（darkSector）は、2008年に発売されたXbox 360・PLAYSTATION 3用のホラーアクションアドベンチャーゲーム。新世代機ならではの、オンラインによるマルチプレイモードも搭載。
発売日はXbox 360版が2008年3月27日、PS3版が2008年7月10日。

## 概要
Epic Games社から発売されているUnreal Engine及びUnreal Tournament 2004までのUnrealシリーズの開発会社として知られるDigital Extremesが、Unreal Engine 2.5をベースに独自に拡張、開発したゲームエンジンであるEvolution Engineを用いている。このEvolution Engineは、当初Sector Engineと呼ばれており、このDark Sectorはタイトルからも判るように、同ゲームエンジンのPRを兼ねたタイトルとなっている。
オーストラリアでは本作は発売禁止処分を勧告されている。

## ストーリー
謎のウイルス、「テクノサイト」に冒された東ヨーロッパの街ラスリアが舞台。
2007年、秘密情報組織は奇病テクノサイト・ウイルスが蔓延したラスリアへロバート・メズナーを調査に向かわせた。しかし、数週間前から消息を絶ってしまう。
主人公であるヘイデン・テンノは、メズナーの消息を確認するため、現地へ派遣される。調査中、ヘイデン自身もウイルスに感染してしまうが、感染により特殊能力を身に付ける。
その特殊能力を駆使し、同じく感染により怪物と化した市民やラスリアを支配する兵士、現地を巣食う悪霊達と戦いながら様々なミッションに挑む。

## 登場人物
ヘイデン・テンノ（Hayden Tenno）
声 - 関俊彦 / 英 - マイケル・ローゼンバウム
主人公。アメリカ人。テクノサイトウイルスに感染してしまい、右腕が変質。ウイルス感染者の外殻が硬化することを利用したスーツのプロトタイプを着用しグレイヴなる特殊な武器を繰る。ウイルス感染拡大の阻止のために戦う。
ロバート・メズナー（Robert Mezner）
声 - 江原正士 / 英 - ドワイト・シュルツ
ヘイデンのいる組織のエージェントの中では最も博識である男。今回、研究者としてテクノサイトウイルス調査のためラスリアにチームとともに向かったが、消息不明となった。
しかし、その裏では、テクノサイトウイルスを世界中にばら撒くために暗躍していた。
ヤーゴ・メンシック（Yargo Mensik）
声 - 家弓家正 / 英 - ユルゲン・プロホノフ
ラスニアに潜入しているスパイで、ヘイデンに協力している。テクノサイトウイルスについて詳しい。
ナディア・スーデック（Nadia Sudek）
声 - 勝生真沙子 / 英 - ジュリアン・ブエスチャー
ロシアの一地域であるラスリアの人間。組織の中では最年少でありながら有力。ヘイデンとはかつては恋人同士だった。ネメシスとしてヘイデンの前に現れる。
ディクソン（Dixon）
声 - 伊藤浩資 / 英 - ドワイト・シュルツ
ヘイデンの上司で、彼をラスリアへ導いた。通称A.D.。しかし、裏ではメズナーと結託していた。
ビクトル・スーデック（Victor Sudek）
メズナー監視のために組織から派遣されていたエージェント。ラスリアのロシア軍人に捕らえらていた所を発見されるが、感染していたためヘイデンにより射殺される。
その他の出演声優 - 樫井笙人、金光宣明、宮田幸季、鷹嘴翼、仁科洋平

## テクノサイトウイルス感染者
ハウラー（Howler）
テクノサイトウイルスに感染した人間がたどる第1形態。一定期間を過ぎるとスティンガーへ進化する。
スティンガー（Stingers）
テクノサイトウイルスに感染した人間がたどる第2形態。
クローマ（Chroma）
テクノサイトウイルス感染者が、20年かけて進化していった最終進化形態。
モール（Mole）
テクノサイトウイルスに感染した犬。移動速度が速い。
コロッサス（Colossus）
大型のテクノサイトウイルス感染者。
ストーカー（Stalker）
四足移動を行うテクノサイトウイルス感染者。
ネミシス（Nemesis）
ナディアがテクノサイトウイルスに感染した姿。さまざまな有機金属でできたブレードを繰り、メズナーの命令に従っている。

## 用語
テクノサイトウイルス
合衆国が80年代に制作し、長らく保管されていたと見られるウイルス。
本作主人公も感染したが、無痛症であったため痛みによる狂気に飲まれること無く前述の感染者のようになることは無かった。
無痛症ではないものが感染した場合は通常の感染者の用になると思われるが、詳細な発症条件は不明。
本作世界観を共有し、本作の遠い未来を書く作品『Warframe』時点でも猛威を振るっており、感染者が準惑星エリスと各惑星の一部を支配している。

## 使用武器
- H&K MARK 23
- PP-91 ケダル
- ウェブリー・リボルバー
- 水平二連式ソードオフショットガン
- AKS-74U
- G36C
- H&K FABARM
- SOCOM 16
- RPG-7

## 開発
本作は、東京ゲームショウ 2007にて、PLAYSTATION 3版・Xbox 360版がプレイアブル出展された。
Digital Extremesのパトリック・クディルカは、ファミ通とのインタビューの中で、「本作の構想は『Unreal Tournament』開発終了後の2000年あたりから社内にあったものの、『Unreal Tournament』の追加作業のため一度お蔵入りとなり、2004年に再び持ち上がった。このときは、次世代機にふさわしい映像をもつ、ハードSF系ステルスアクションゲームを目指していたが、当時はSFではなく戦争ゲームが主流だったため、こちらの財政的な事情もあって方針を変えざるを得なかった」と振り返っている。
のちに、没となった本作の初期構想を基にした『Warframe』がF2Pゲームとして配信された。
『Warframe』の開発スタッフは、『Warframe』の舞台は本作の遠い未来の世界であると述べており、EXCALIBURにヘイデン・テンノの身に着けていたスーツを模したスキンを用意している。